# Leichtathletik-Weltmeisterschaften 2019/Teilnehmer (Oman)
| Gelbes Symbol für Goldmedaillen mit stilisierten Olympischen Ringen | Graues Symbol für Silbermedaillen mit stilisierten Olympischen Ringen | Braundes Symbol für Bronzemedaillen mit stilisierten Olympischen Ringen |
| ------------------------------------------------------------------- | --------------------------------------------------------------------- | ----------------------------------------------------------------------- |
| —                                                                   | —                                                                     | —                                                                       |

Der Leichtathletikverband von Oman nahm an den Leichtathletik-Weltmeisterschaften 2019 in Doha teil. Ein Athlet wurde vom omanischen Verband nominiert.

## Ergebnisse

### Männer

#### Laufdisziplinen
| Athlet                | Disziplin | Vorlauf        | Vorlauf | Halbfinale | Halbfinale | Finale | Finale |
| Athlet                | Disziplin | Zeit           | Platz   | Zeit       | Platz      | Zeit   | Platz  |
| --------------------- | --------- | -------------- | ------- | ---------- | ---------- | ------ | ------ |
| Mohammed al-Suleimani | 800 m     | 1:50,91 min PB | 40      | DNQ        | DNQ        | –      | –      |